# Az akolitus
Az akolitus (eredeti cím: The Acolyte) 2024-es amerikai élőszereplős Csillagok háborúja sorozat, amit Leslye Headland készít a Disney+ számára. A Köztársaság fénykora végnapjaiban játszódik, a Skywalker saga előtt.
A főszerepekben Amandla Stenberg és Lee Jung-jae láthatók. Headland 2019-ben fejezte ki érdeklődését a franchise iránt. A sorozaton 2020 elején kezdett el dolgozni, május 4-én jelentették be, a címet pedig decemberben erősítették meg. A forgatást 2022-ben kezdték meg és a megjelenés 2024. június 5-én várható.
2024 augusztusában alacsony nézettség és a költségvetés túllépése miatt törölték a sorozatot.

## Ismertető
Az akolitus A Köztársaság Fénykora végnapjaiban játszódik, körülbelül 100 évvel a Baljós árnyak előtt, ahol sötét árnyak és erők bukkannak elő. Egy korábbi padawan és mestere újraegyesülnek, hogy kinyomozzanak egy bűnügyet, de az erők amelyek ellen dolgoznak sokkal vészjóslóbbak, mint azt valaha gondolták volna.

## Szereplők

### Főszereplők
| Szereplő                               | Színész                    | Magyar hang     | Leírás |
| -------------------------------------- | -------------------------- | --------------- | --- |
| Verosha „Osha” és Mae-ho „Mae” Aniseya | Amandla Stenberg           | Staub Viktória  | Ikertestvérek, akiket fiatal korukban egy tragédia választott el. Osha, Sol egykori padawanja, aki az Erőhöz fűződő kapcsolatával kapcsolatos "belső zűrzavara" miatt elhagyta a Jedi Rendet. Mae-t halottnak hitték, amíg újra felbukkant veszélyes harcosként. |
| Verosha „Osha” és Mae-ho „Mae” Aniseya | Lauren Brady (fiatal Osha) | Hegedűs Johanna | Ikertestvérek, akiket fiatal korukban egy tragédia választott el. Osha, Sol egykori padawanja, aki az Erőhöz fűződő kapcsolatával kapcsolatos "belső zűrzavara" miatt elhagyta a Jedi Rendet. Mae-t halottnak hitték, amíg újra felbukkant veszélyes harcosként. |
| Verosha „Osha” és Mae-ho „Mae” Aniseya | Leah Brady (fiatal Mae)    | Hegedűs Johanna | Ikertestvérek, akiket fiatal korukban egy tragédia választott el. Osha, Sol egykori padawanja, aki az Erőhöz fűződő kapcsolatával kapcsolatos "belső zűrzavara" miatt elhagyta a Jedi Rendet. Mae-t halottnak hitték, amíg újra felbukkant veszélyes harcosként. |
| Sol mester                             | I Dzsongdzse               | Viczián Ottó    | Tekintélyes Jedi mester |
| Yord Fandar                            | Charlie Barnett            | Czető Roland    | Egy könyv szerinti Jedi lovag és templomőr. |
| Jecki Lon                              | Dafne Keen                 | Vida Sára       | Sol jelenlegi padawanja, aki félig-ember, félig-Theelin. |
| Qimir / Az Idegen                      | Manny Jacinto              | Előd Álmos      | Mae Sith mestere, aki csempésznek álcázta magát. |
| Vernestra Rwoh                         | Rebecca Henderson          | Pálmai Anna     | A Jedi Rend magas rangú tagja, aki fiatal csodagyerekként emelkedett ki a jelentőségre. |

### Mellékszereplők
| Szereplő            | Színész              | Magyar hang          | Leírás |
| ------------------- | -------------------- | -------------------- | --- |
| Indara mester       | Carrie-Anne Moss     | Nagy-Kálózy Eszter   | Egy "Erő-fu" harcokban jártas Jedi mester, akit Mae megöl a sorozat elején.                                                                       |
| Torbin mester       | Dean-Charles Chapman | Kenéz Ágoston        | Jedi mester, Indara egykori padawanja, aki letette a Barash fogadalmat, és az Erő meditáció néma állapotában lebegett több mint egy évtizeden át. |
| Kelnacca mester     | Joonas Suotamo       | Eredeti hang         | Vuki Jedi mester, aki magányos életet él. |
| Aniseya anya        | Jodie Turner-Smith   | Bartsch Kata         | Az Erő-boszorkányok csoportjának vezetője, valamint Osha és Mae anyja.                                                                            |
| Koril anya          | Margarita Levieva    | Horváth Lili         | Zabrak fajba tartozó boszorkány, Osha és Mae másik anyja.                                                                                         |
| Mog Adana           | Harry Trevaldwyn     | Nagy Gereben         | Egy Jedi, aki segít Vernestrának. |
| Rayencourt szenátor | David Harewood       | Szabó Sipos Barnabás | A Galaktikus Köztársaság szenátora, aki bizalmatlan a Jedi renddel szemben.                                                                       |

### További szereplők
| Szereplő       | Színész      | Magyar hang    | Leírás                                                     |
| -------------- | ------------ | -------------- | ---------------------------------------------------------- |
| Tasi Lowa      | Thara Schöön | TBA            | Yord Fandar Zyggeriai fájba tartozó padawanja.             |
| Ki-Adi-Mundi   | Derek Arnold | Kapácsy Miklós | Cerean fajba tartozó Jedi mester.                          |
| Bazil          | Hassan Taj   | Eredeti hang   | Egy Tynnan fajba tartozó nyomkövető, aki segít a Jediknek. |
| Darth Plagueis | TBA          | Nem szólal meg | Egy Muun fajba tartozó Sith mester.                        |
| Yoda mester    | TBA          | Nem szólal meg | Egy ismeretlen fajba tartozó Jedi mester.                  |

### Magyar változat
- Magyar szöveg: Blahut Viktor
- Hangmérnök és szinkronrendező: Kránitz Lajos András
- Vágó: Kránitz Bence
- Gyártásvezető: Bogdán Anikó
- Produkciós vezető: Máhr Rita
- Művészeti vezető: Maciej Eyman
- Keverő stúdió: Shepperton International

A szinkront az Iyuno Hungary készítette.

## Epizódok
| #  | Cím                                   | Rendező           | Író                                                 | Premier                           |
| -- | ------------------------------------- | ----------------- | --------------------------------------------------- | --------------------------------- |
| 1. | Elveszett / Megkerült (Lost / Found)  | Leslye Headland   | Leslye Headland                                     | 2024. június 4. 2024. június 5.   |
| 2. | Bosszú / Igazság (Revenge / Justice)  | Leslye Headland   | Jason Micallef és Charmaine DeGrate                 | 2024. június 4. 2024. június 5.   |
| 3. | Sors (Destiny)                        | Kogonada          | Jasmyne Flournoy és Eileen Shim                     | 2024. június 11. 2024. június 12. |
| 4. | Nappal (Day)                          | Alex Garcia Lopez | Claire Kiechel és Kor Adana                         | 2024. június 18. 2024. június 19. |
| 5. | Éjszaka (Night)                       | Alex Garcia Lopez | Kor Adana és Cameron Squires                        | 2024. június 25. 2024. június 26. |
| 6. | Tanítás / Megrontás (Teach / Corrupt) | Hanelle Culpepper | Leslye Headland és Jocelyn Bioh                     | 2024. július 2. 2024. július 3.   |
| 7. | Választás (Choice)                    | Kogonada          | Charmaine DeGrate, Jen Richards és Jasmyne Flournoy | 2024. július 9. 2024. július 10.  |
| 8. | Az akolitus (The Acolyte)             | Hanelle Culpepper | Jason Micallef                                      | 2024. július 16. 2024. július 17. |

## Készítés

### Fejlesztés
A Skywalker kora 2019-es premierjén Leslye Headland egy kérdésre válaszolva mondta, hogy szívesen csinálna Star Wars filmet. 2020 áprilisában kiszivárgott, hogy Headland egy nőcentrikus Star Wars sorozatot fejleszt a Disney+ számára. Ezt a Nemzetközi Star Wars Napon (május 4-én) a Lucasfilm is megerősítette. December 10-én a Disney befektetői napján Kathleen Kennedy bejelentette, hogy a sorozat a The Acolyte címet kapta és A Köztársaság fénykora végnapjaiban, a Skywalker szága előtt játszódik. 2023-ban szivárgott ki, hogy a sorozat 8 darab, körülbelül 60 perces epizódból fog állni.

### Színészválogatás
2021 decemberében Amandla Stenberg már tárgyalt a Lucasfilmmel, de ezt ők csak 2022 júliusában jelentették be hivatalosan. 2022 novemberében bejelentették a színészgárdát, amelynek tagjai Lee Jung-jae, Manny Jacinto, Dafne Keen, Jodie Turner-Smith, Rebecca Henderson, Charlie Barnett, Dean-Charles Chapman és Carrie-Anne Moss. Decemberben még Margarita Levieva is csatlakozott hozzájuk. 2023 áprilisában jelentették be, hogy Joonas Suotamo játssza a vuki Jedi mestert, Kelnaccát. Emellett azt is felfedték, hogy Lee, Keen, Barnett és Moss Jedit játszanak, illetve Henderson pedig azt a Vernestra Rwoh Jedi mestert játssza, aki korábban már feltűnt A Köztársaság fénykora regényeiben.

### Forgatás
A forgatás 2022. október 30-án kezdődött az Egyesült királysági Shinfield Studios-ban. Az epizódokat Leslye Headland, Garcia Lopez és Kogonada rendezi a StageCraft technológia segítségével. Márciusban a forgatást áthelyezték a portugáliai Madeira-szigetekre.

## Fordítás
- Ez a szócikk részben vagy egészben  a   The Acolyte (TV series) című angol Wikipédia-szócikk fordításán alapul.  Az eredeti cikk szerkesztőit annak laptörténete sorolja fel. Ez a jelzés csupán a megfogalmazás eredetét és a szerzői jogokat jelzi, nem szolgál a cikkben szereplő információk forrásmegjelöléseként.

## További információ
- The Acolyte a Wookieepedián.

- Az akolitus a Disney+-on
- Hivatalos oldal
- Az akolitus az Internet Movie Database-ben (angolul)
- Az akolitus a Rotten Tomatoeson (angolul)
- Az akolitus a Box Office Mojón (angolul)